# Smaïl Slimani
Pour les articles homonymes, voir Slimani.
Smaïl Slimani (en arabe : سماعيل سليماني) est un footballeur international algérien né le 31 décembre 1956 à Alger. Il évoluait au poste de milieu de terrain.

## Biographie

### En club
Il évoluait en première division algérienne avec son club formateur, l'USM Alger, puis il part en France pour poursuivre une carrière dans des clubs de divisions inférieures, tels que l'AC Arles et Angers SCO.

### En équipe nationale
Il reçoit sept sélections en équipe d'Algérie entre 1979 et 1980. Son premier match a eu lieu le 21 septembre 1979 contre la France olympique (nul 1-1). Son dernier match a eu lieu le 19 mars 1980 contre l'Égypte (nul 2-2).
Il participe aux Jeux méditerranéens de 1979 à Split et à la CAN 1980 au Nigeria avec l'équipe d'Algérie.

## Palmarès

### En club
USM Alger
- Coupe d'Algérie (1) :
  - Vainqueur : 1980-81.
  - Finaliste : 1977-78 et 1979-80.
- Supercoupe d'Algérie :
  - Finaliste : 1981.

### En sélection
Algérie
- Coupe d'Afrique des nations :
  - Finaliste : 1980.